# Мец, Михаэль
Михаэль Мец (нем. Michael Metz; род. 16 июня 1964, Мангейм) — немецкий хоккеист на траве, полевой игрок. Олимпийский чемпион 1992 года, серебряный призёр летних Олимпийских игр 1988 года, бронзовый призёр чемпионата мира 1986 года, чемпион Европы 1987 года, двукратный чемпион Европы по индорхоккею 1988 и 1991 годов.

## Биография
Михаэль Мец родился 16 июня 1964 года в западногерманском городе Мангейм.
По специальности инженер-технолог.
На молодёжном уровне играл в хоккей на траве за «Мангейм», затем перебрался в «Дюркхаймер» из Бад-Дюркхайма, в составе которого дважды становился чемпионом Германии в 1992 и 1993 годах.
В составе юниорской сборной ФРГ выиграл чемпионат Европы 1984 года и чемпионат мира 1985 года.
В ноябре 1985 году дебютировал в сборной ФРГ. В её составе в 1986 году завоевал бронзу чемпионата мира в Лондоне, в 1987 году — золото чемпионата Европы в Москве. Четырежды выигрывал золотые медали Трофея чемпионов.
В 1988 году вошёл в состав сборной ФРГ по хоккею на траве на летних Олимпийских играх в Сеуле и завоевал серебряную медаль. Играл в поле, провёл 6 матчей, мячей не забивал.
В 1992 году вошёл в состав сборной Германии по хоккею на траве на летних Олимпийских играх в Барселоне и завоевал золотую медаль. Играл в поле, провёл 7 матчей, мячей не забивал.
23 июня 1993 года был удостоен Серебряного лаврового листа.
В индорхоккее дважды выигрывал золотые медали чемпионата Европы: в 1988 году в Вене и в 1991 году в Бирмингеме.
В 1985—1993 годах провёл за сборную ФРГ / Германии 141 матч, в том числе 131 на открытых полях, 10 в помещениях.